# Marasuchus
 Marasuchus  ist eine ausgestorbene Gattung der Archosaurier auf der Stammlinie der Vögel (Ornithodira). Sie lebte in der späten Mitteltrias von Südamerika.

## Fundorte und taxonomische Geschichte
Die Überreste von Marasuchus bzw. ihrer einzigen und Typusart Marasuchus illoensis wurden im Nordwesten Argentiniens in der Provinz La Rioja in Schichten der Chañares-Formation entdeckt. Diese Ablagerungen werden in die späte Mitteltrias (Ladinium, ca. 242 bis 235 Millionen Jahre vor heute) datiert. Bereits 1972 wurden diese Überreste von Alfred Romer als „Lagosuchus lilloensis“ beschrieben. Im Jahre 1994 untersuchten die Paläontologen Paul Sereno und Andrea B. Arcucci die Fossilien neu und schlugen aufgrund einiger anatomischer Unterschiede zur Typusart von Lagosuchus (L. tampayalensis) für L. lilloensis die neue Gattung Marasuchus vor.

## Merkmale
Marasuchus lilloensis war ungefähr 30 Zentimeter lang. Wahrscheinlich fraß das Tier Fleisch und könnte sich bereits zweibeinig (biped) bewegt haben, wie später auch die Dinosaurier.
Beim Vergleich der Fossilien von L. talampayensis und L. lilloensis fielen Paul Sereno und Andrea B. Arcucci bedeutende anatomische Unterschiede auf. Die Gliedmaßen von L. lilloensis waren in den Proportionen anders als die von anderen gut erhaltenen, mitteltriassischen Ornithodiren. So war die Asymmetrie der Finger von L. lilloensis weniger deutlich ausgeprägt und der dritte Zeh war der längste. Die Füße von L. lilloensis waren denen eines Dinosauriers ähnlicher als denen von Lagerpeton. Hinzu trat bei L. lilloensis eine deutliche Regionalisierung der Wirbelsäule in eine Halswirbelsäule sowie einen vorderen und einen hinteren Rumpfwirbelsäulenabschnitt, im Unterschied zur Rumpfwirbelsäule der Pseudosuchia.
Diese Merkmale deuten auf ein Tier hin, das eine gebogene Hals- und eine mehr oder weniger waagerechte Rückenwirbelsäule hatte und flink auf Hintergliedmaßen lief, deren Schienbeine und Mittelfußknochen verlängert waren.

## Systematik
Marasuchus wird zusammen mit annähernd zeitgenössischen und vom Skelettbau sehr ähnlichen Ornithodirengattungen, unter anderem Lagosuchus, in die Familie Lagosuchidae gestellt. Die Lagosuchiden sind relativ ursprüngliche Ornithodiren, die den Dinosauriern (und damit den Vögeln) näher stehen als den Flugsauriern. Die Großgruppe aus Vögeln, Nicht-Vogel-Dinosauriern, Lagosuchiden und einigen weiteren ausgestorbenen Taxa wird auch als Dinosauromorpha bezeichnet.

### Hauptquelle
- Paul C. Sereno, Andrea B. Arcucci: Dinosaurian precursors from the Middle Triassic of Argentina: Marasuchus lilloensis gen. nov. In: Journal of Vertebrate Paleontology. Bd. 14, Nr. 1, 1994, ISSN 0272-4634, S. 53–73, doi:10.1080/02724634.1994.10011538, JSTOR:4523545.

### Sonstige (als Fußnoten)
1. ↑  Alfred Sherwood Romer: The Chañares (Argentina) Triassic reptile fauna. XV. Further remains of the thecodonts Lagerpeton and Lagosuchus. In: Breviora. Nr. 394, 1972 (archive.org)